# 田坝站 (宣威市)
田坝站是位于云南省宣威市乐丰乡田坝的一个已废弃铁路车站，邮政编码655419。车站建于1965年，有贵昆铁路经过该站，曾办理客货运业务，车站及其上下行区间均已电气化。车站距离贵阳站335公里，隶属成都铁路局，是四等站。原贵昆铁路沾六段复线改造后，本站已废弃。